# Werner Heiduczek

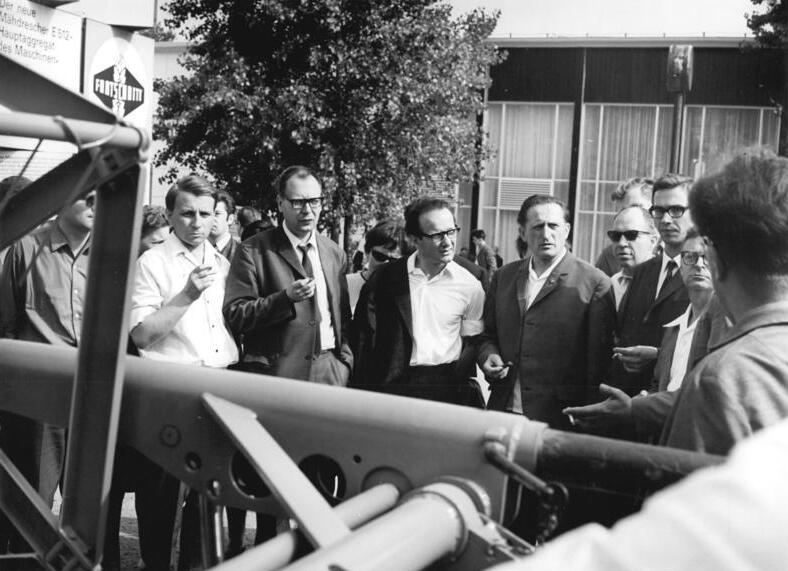
Schriftsteller auf der „agra“, Leipzig, 5. Juli 1968, v. l. n. r.: Werner Bräunig, Jochen Schäfers, Werner Heiduczek und Werner Reinowski.

Werner Heiduczek (* 24. November 1926 in Hindenburg, Oberschlesien; † 28. Juli 2019 in Zwenkau) war ein deutscher Schriftsteller. Seine Werke wurden in mehr als 20 Sprachen übersetzt und nennen als Autor – je nach Sprachregion – Verner Gajduček, Verners Heidučeks oder Verneris Heidućekas.

## Leben
Heiduczek wuchs in einer katholischen schlesischen Bergarbeiterfamilie als eines von fünf Kindern auf – der Vater war Maschinenbauschlosser und arbeitete als Bergmeister im oberschlesischen Kohlerevier. 1942, während des Zweiten Weltkriegs, meldete sich Werner Heiduczek freiwillig als Flakhelfer. Da er an die Front wollte, kam die Einberufung zur Wehrmacht 1944 nicht ungelegen. Zu Fronteinsätzen kam es jedoch nicht.
Aus US-amerikanischer Kriegsgefangenschaft floh er in die Ostzone und geriet dort in sowjetische Kriegsgefangenschaft, doch blieb ihm der Arbeitseinsatz in der Sowjetunion erspart. Er arbeitete nach der Entlassung zunächst als Land- und Streckenarbeiter bei der Bahn. Ab Januar 1946 nahm er an einem Kurs für sogenannte Neulehrer in Herzberg (Elster) teil und unterrichtete von September bis November 1946 in der Dorfschule in Wehrhain. 1946 bis 1949 studierte Heiduczek in Halle Pädagogik und Germanistik. Bis 1952 wirkte er als Lehrer, Direktor einer Oberschule, Bezirksschulinspektor und schließlich Kreisschulrat in Merseburg. 1953/1954 absolvierte er an der Pädagogischen Hochschule Potsdam ein Aufbaustudium in Pädagogik. Als freier Mitarbeiter der Deutschen Akademie der Künste war er an der Bearbeitung des Nachlasses von Friedrich Wolf beteiligt. Bis 1961 war er erneut im Schuldienst tätig, z. B. 1955 bis 1959 an der Kinder- und Jugendsportschule in Halle. Von 1961 bis 1964 wirkte er als Deutschlehrer am Goethe-Gymnasium im bulgarischen Burgas und als Dozent am Herder-Institut Leipzig.
Ab 1965 war Heiduczek als freier Schriftsteller in Halle/Saale ansässig. Er schrieb anfangs Erzählungen, Stücke und Hörspiele für Kinder und Jugendliche. In späteren Werken behandelte er das Schicksal von Heimatvertriebenen und ihre Integration in die DDR-Gesellschaft. Sein 1977 im Mitteldeutschen Verlag Halle/Saale erschienener Roman Tod am Meer, die autobiografisch gefärbte, skeptische Lebensbilanz des DDR-Künstlers Jablonski, wurde 1978 auf Intervention des sowjetischen Botschafters in der DDR Pjotr Abrassimow wegen angeblich antisowjetischer Passagen zeitweise verboten: Heiduczek hatte in seinem Buch die Vergewaltigung deutscher Frauen durch sowjetische Soldaten nach dem Zweiten Weltkrieg angesprochen. Bis zum Ende der DDR verlegte sich Heiduczek daraufhin vermehrt auf Stoffe aus Märchen und Sagen.
Heiduczek war seit 1960 Mitglied des Schriftstellerverbandes der DDR; seit 1990 gehörte er dem Verband Deutscher Schriftsteller und dem PEN-Zentrum Deutschland an, seit 1992 der Freien Akademie der Künste zu Leipzig.
Werner Heiduczek und seine Ehefrau Dorothea (Lehrerin, † 2000) hatten drei Töchter (die jüngste starb 1996). Im Jahr 2001 lernte der Witwer die Journalistin Traudel Thalheim (* 1930) kennen – mit ihr lebte er bis zu seinem Lebensende in Leipzig. Thalheim erinnert in ihrem im März 2022 erschienenen Buch 421 Schritte von mir zu dir an den Literaten und Lebenspartner. Heiduczek starb 2019 mit 92 Jahren. Die Trauerfeier fand am 21. August 2019 in Leipzig statt; die Urne wurde in Lichtentanne in die Erde gebettet – an der Grabstelle seiner Ehefrau.

## Auszeichnungen
- Heinrich-Mann-Preis 1969
- Händelpreis des Bezirkes Halle 1969
- Kunstpreis der Stadt Leipzig 1970
- Alex-Wedding-Preis 1988
- Eichendorff-Literaturpreis der Stadt Wangen im Allgäu 1995
- Ehrenmedaille der Stadt Leipzig 1997
- Bundesverdienstkreuz am Bande 1999[13].

Die Stadt Leipzig ehrte ihn 1996 mit dem Ehrenband „Werner Heiduczek zum 70. Geburtstag“ (verantwortlich: Reinhard Stridde, Essay: Carsten Wurm, Bibliographie: Ulrich Kiehl), ISBN 3-86061-012-0.

## Werke (Auswahl)

### Als Autor
Die Deutsche Nationalbibliothek listet zum Autor Werner Heiduczek einschließlich von Neuauflagen insgesamt 119 Publikationen auf (Stand: 29. Juli 2019).
Autobiographie
- Die Schatten meiner Toten. Verlag Faber & Faber, Leipzig 2005, ISBN 978-3-86211-014-8.

Bilderbücher
- Jana und der kleine Stern. Eine Bilderbuchgeschichte. LeiV, Leipzig 1994, ISBN 3-928885-67-7 (EA Kinderbuchverlag Berlin 1968).[16]
- Laterne vor der Bambushütte. Kinderbuchverlag, Berlin 1969.[16]
- Der kleine häßliche Vogel. Eine Bilderbucherzählung von Werner Heiduczek mit Illustrationen von Wolfgang Würfel. Der Kinderbuchverlag, Berlin 1973, ISBN 3-358-00228-4 (ISBN der späteren Auflagen).
  - Neuausgabe: Der kleine hässliche Vogel. Zwei Bilderbucherzählungen. Faber und Faber, Leipzig 2006, ISBN 978-3-86730-006-3.
- Vom Hahn, der auszog, Hofmarschall zu werden. Arena-Verlag, Würzburg 1996, ISBN 3-401-07210-2 (EA Berlin 1975).[17]
- Der singende Fisch. Kinderbuchverlag, Berlin 2000, ISBN 3-358-02235-8 (zusammen mit Jutta Mirtschin)

Erzählungen, Märchen
- Matthes und der Bürgermeister. Mitteldeutscher Verlag, Halle/Saale 1961[18]
- Die Brüder. 5. Aufl. Kinderbuchverlag, Berlin 1976 (EA Berlin 1968)[19]
- Mark Aurel oder Ein Semester Zärtlichkeit. Verlag Neues Leben, Berlin 1988, ISBN 3-355-00791-9 (EA Berlin 1971).[17]
- Jule findet Freunde. Erzählungen (= Robinsons billige Bücher, Bd. 41). Kinderbuchverlag, Berlin 1961.
- Das verschenkte Weinen. Märchen und Mythen. Kiepenheuer Verlag, Leipzig 1991, ISBN 3-378-00471-1 (EA Berlin 1977).
- Dulittls wundersame Reise. Eine Erzählung. Kinderbuchverlag, Berlin 1986, ISBN 3-358-00734-0.[17]
- Reise nach Beirut. Verfehlung. Mitteldeutscher Verlag, Halle/Saale 1986, ISBN 3-354-00040-6.

Essays
- Verfall einer Zeit. Beispiel Leipzig. Weidlich Flechsig, Würzburg 1992, ISBN 3-8035-1353-7 (zusammen mit Gerhard Hopf und Falk Brunner).
- Deutschland – kein Wintermärchen oder Draußen vor der Tür. Verlag Europäische Ideen, Berlin 1993.
- Jeder ist sich selbst der Fernste. Plöttner, Leipzig 2010, ISBN 978-3-95537-039-8.
- Vom Glanz und Elend des Schreibens. Plöttner, Leipzig 2011, ISBN 978-3-95537-038-1.

Kinderbücher
- Matthes. 6. Aufl. Kinderbuchverlag, Berlin 1979 (EA Berlin 1962)[17]
- Der kleine Gott der Diebe. LeiV, Leipzig 1992, ISBN 3-928885-20-0.

Nacherzählungen
- Die seltsamen Abenteuer des Parzival. Fischer Taschenbuchverlag, Frankfurt/M. 1989, ISBN 3-596-28308-6 (EA Berlin 1974; frei nach Wolfram von Eschenbach).[17]
- Die schönsten Sagen aus Firdausis „Königsbuch“. 4. Aufl. Kinderbuchverlag, Berlin 1989, ISBN 3-358-01413-4 (EA Berlin 1982).
- Der Schatten des Sijawusch. Mitteldeutscher Verlag, Halle/Saale und Leipzig 1986.
- Orpheus und Eurydike. Kinderbuchverlag, Berlin 1989, ISBN 3-358-01288-3.
- King Lear. Sonnenberg-Presse, Chemnitz 2000 (zusammen mit Andrea Lange).

Romane
- Abschied von den Engeln. 9. Aufl. Mitteldeutscher Verlag, Halle/Saale 1968.
- Tod am Meer. Aufbau-Taschenbuchverlag, Berlin 1999, ISBN 3-7466-1584-4 (EA Halle/Saale 1977).

Theaterstücke
- Jule findet Freunde. Schauspiel in zehn Bildern. Hofmeister Verlag, Leipzig 1959.
- Der Gast aus Saadulla (UA 1985 Neue Szene Leipzig)
- Das andere Gesicht. Schauspiel von Werner Heiduczek. Plöttner, Leipzig 2011, ISBN 978-3-86211-050-6

Werkausgabe
- Im Querschnitt. Prosa, Stücke, Notate. Mitteldeutscher Verlag, Halle/Saale 1976.
- Im gewöhnlichen Stalinismus. Meine unerlaubten Texte, Tagebücher, Briefe, Essays. Kiepenheuer Verlag, Leipzig 1991, ISBN 3-378-00453-3.

### Als Herausgeber
- Die sanfte Revolution. Prosa, Lyrik, Protokolle, Erlebnisberichte, Reden. Kiepenheuer, Leipzig 1990, ISBN 3-378-00421-5 (zusammen mit Stefan Heym).

## Verfilmungen
- Jana und der kleine Stern. Regie: Christl Wiemer, Produktionsjahr: 1971, Produktion: DEFA-Studio für Trickfilme[20]
- Die Laterne vor der Bambushütte. Regie: Christl Wiemer, Produktionsjahr: 1972, Produktion: DEFA-Studio für Trickfilme[21]
- Der kleine häßliche Vogel. Regie: Christl Wiemer, Produktionsjahr: 1972, Produktion: DEFA-Studio für Trickfilme[22]
- Der Hahn und sein König. Regie: Christl Wiemer, Produktionsjahr: 1978, Produktion: DEFA-Studio für Trickfilme[23]
- Der fallende Schatten. Regie: Stanislaw Sokolow, Produktionsjahr: 1984, Produktion: DEFA-Studio für Trickfilme, Filmstudio Sojusmultfilm[24]
- Verfehlung. Regie: Heiner Carow, Produktionsjahr: 1991, Produktion: DEFA-Studio Babelsberg GmbH / Von Vietinghoff Filmproduktion